# Heversham
Heversham è un paese della contea del Cumbria, in Inghilterra.